# Tetraevangeliar von Zar Iwan Alexander
Das Tetraevangeliar von Zar Iwan Alexander oder Die Vier Evangelien des Zaren Iwan Alexander (bulgarisch Четвероевангелие на (цар) Иван Александър/ Tschetweroewangelie na (Zar) Iwan Alexandar) ist ein illuminiertes Evangeliar, das in mittelbulgarischer Sprache 1355–1356 von einem Mönch namens Simeon im Auftrag des bulgarischen Zaren Iwan Alexander geschrieben wurde. Das Manuskript ist einer der wichtigsten literarischen Kunstschätze der mittelalterlichen bulgarischen Kultur und ein bedeutendes Werk der Tarnowoer Literatur- und Malschule.
Das Manuskript, das sich heute in der Londoner British Library (Add. MS 39627) befindet, besteht aus den Texten der vier Evangelien, die mit 366 (oder 352, je nach Gruppierung) Miniaturen illustriert und auf 286, 33 x 24,3 cm großen Pergamentblättern zusammengefasst wurden. Folio 74, auf der das Jüngste Gericht dargestellt war, wurde in der Vergangenheit gestohlen.
Im späten 14. Jahrhundert befand sich die Handschrift in Moldawien, wo es u. a. dem Prinzen Alexandru cel Bun gehörte. Zu einem unbekannten Zeitpunkt gelangte die Handschrift auf den Athos. 1837 befand sich die Handschrift im Kloster Agiou Pavlou und wurde von dort durch Robert Curzon nach England gebracht. 1917 wurde die Handschrift der British Library geschenkt. 2017 wurde sie von der UNESCO in die Liste des Weltdokumentenerbes aufgenommen.